# Sparkasse Gummersbach

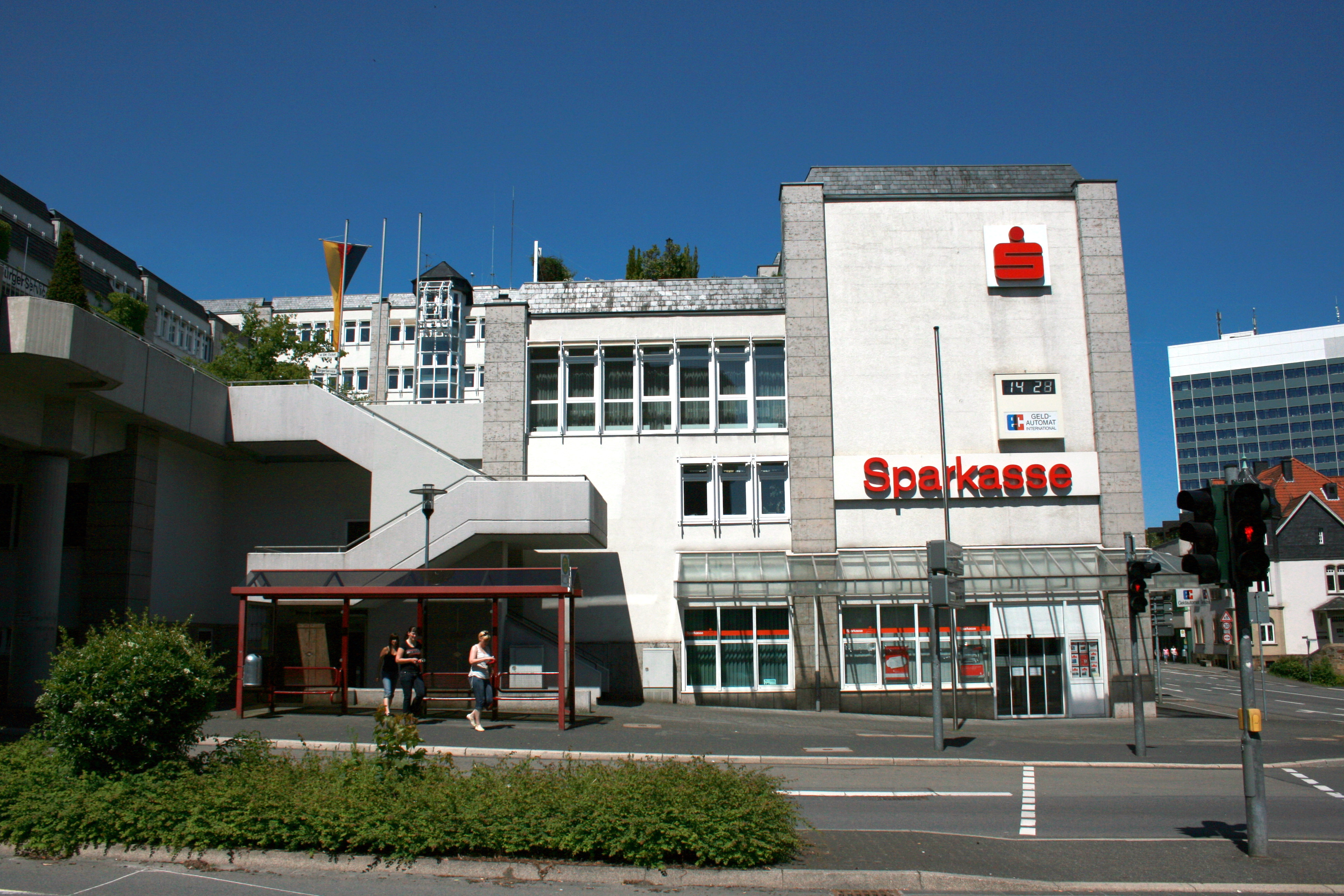
Geschäftsstelle Gummersbach-Rathaus, Moltkestraße 27

Die Sparkasse Gummersbach ist eine Sparkasse mit Sitz in Gummersbach in Nordrhein-Westfalen. Sie entstand zum 1. Januar 2019 durch Vereinigung der Sparkasse Gummersbach-Bergneustadt und der Sparkasse der Homburgischen Gemeinden in Wiehl.

## Rechtsgrundlagen
Die Sparkasse Gummersbach ist eine Anstalt des öffentlichen Rechts. Rechtsgrundlagen sind das Sparkassengesetz für das Bundesland Nordrhein-Westfalen und die durch den Verwaltungsrat der Sparkasse erlassene Satzung. Organe der Sparkasse sind der Vorstand und der Verwaltungsrat.
Träger der Sparkasse ist der Sparkassenzweckverband der Stadt Gummersbach, der Stadt Bergneustadt, der Stadt Wiehl und der Gemeinde Nümbrecht.

## Geschäftsausrichtung
Die Sparkasse Gummersbach betreibt als Sparkasse das Universalbankgeschäft. Die Sparkasse Gummersbach wies im Geschäftsjahr 2023 eine Bilanzsumme von 2,6 Mrd. Euro aus und verfügte über Kundeneinlagen von 2,03 Mrd. Euro. Gemäß der Sparkassenrangliste 2023 liegt sie nach Bilanzsumme auf Rang 189. Sie unterhält 20 Filialen/Selbstbedienungsstandorte und beschäftigt 339 Mitarbeiter.

## Sparkassen-Finanzgruppe
Die Sparkasse Gummersbach ist Teil der Sparkassen-Finanzgruppe und gehört damit auch ihrem Haftungsverbund an. Er sichert den Bestand der Institute und sorgt dafür, dass diese stets alle Verbindlichkeiten erfüllen können. Die Sparkasse vermittelt Bausparverträge der regionalen Landesbausparkasse, Investmentfonds der Deka und Versicherungen der Provinzial Rheinland. Im Bereich des Leasing arbeitet die Sparkasse Gummersbach mit der Deutschen Leasing zusammen. Die Funktion der Sparkassenzentralbank nimmt die Landesbank Hessen-Thüringen wahr.

## Geschichte
Die Sparkassen-Idee, „Handwerkern, Bauern, Tagelöhnern, Fabrikarbeitern und Dienstboten Gelegenheit zu geben, auch kleinste Ersparnisse sicher und nutzbringend anzulegen“, entstammt den humanitären Bestrebungen der Aufklärungszeit des 18. Jahrhunderts. Vielerorts hatten sich Sparkassen bewährt, als die erste gesetzliche Grundlage des Sparkassenwesens in der damaligen Rheinprovinz mit dem „Preußischen Sparkassen-Reglement von 1838“ geschaffen wurde. Gegründet wurde die Sparkasse Gummersbach 1853.
Am 1. Januar 1992 vereinigten sich die Sparkasse Gummersbach und die Sparkasse Bergneustadt zur neuen Sparkasse Gummersbach-Bergneustadt. Am 1. Januar 2019 erfolgte eine weitere Fusion mit der Sparkasse der Homburgischen Gemeinden; das neue Institut erhielt wieder den alten Namen „Sparkasse Gummersbach“. Beide Fusionen brachten eine erhebliche Erweiterung des Geschäftsvolumens und des Geschäftsgebiets mit sich. Die Sparkasse Gummersbach ist seitdem in den Kommunen Gummersbach, Bergneustadt, Nümbrecht und Wiehl tätig.
2009 erfolgte ein umfassender Umbau der Hauptstelle in Gummersbach. Dies führte dazu, dass die Fachzeitschrift „Geldinstitute“ den alle zwei Jahre ausgelobten Preis „Geschäftsstelle des Jahres“ 2011 an die Sparkasse Gummersbach verlieh.

## Gesellschaftliches Engagement
Mit über 1,1 Millionen Euro unterstützte die Sparkasse Gummersbach 2019 mehrere hundert Vereine und gemeinnützige Institutionen. Sie ist damit der größte Förderer von Sozialem, Sport und Kultur in ihrem Geschäftsgebiet und folgt dabei dem Prinzip „Hilfe zur Selbsthilfe“. Die Förderung des ehrenamtlichen Engagements steht im Vordergrund. Hinzu kommen eigene Veranstaltungen wie die regelmäßigen PS-Auslosungen und der Homburger Sparkassen-Cup.
Im Jahr 2020 gewährleistete die Sparkasse trotz der COVID-19-Pandemie die Aufrechterhaltung aller banküblichen Dienstleistungen und forcierte den Ausbau unbarer Zahlungsmethoden. Gleichzeitig wurden in kürzester Zeit über 1000 Anträge auf staatliche Finanzhilfen bearbeitet.